# Regeringsformatie België 2003
Na de verkiezingen voor het federale parlement in België op 18 mei 2003 ging de formatie van een nieuwe federale regering van start. Na de informatieopdracht van Elio Di Rupo werd Guy Verhofstadt op 28 mei benoemd tot formateur. Op 12 juli 2003 legde regering-Verhofstadt II de eed af na een formatie van 55 dagen.

## Verloop van de formatie

### Informateur Elio Di Rupo (21 mei - 28 mei)

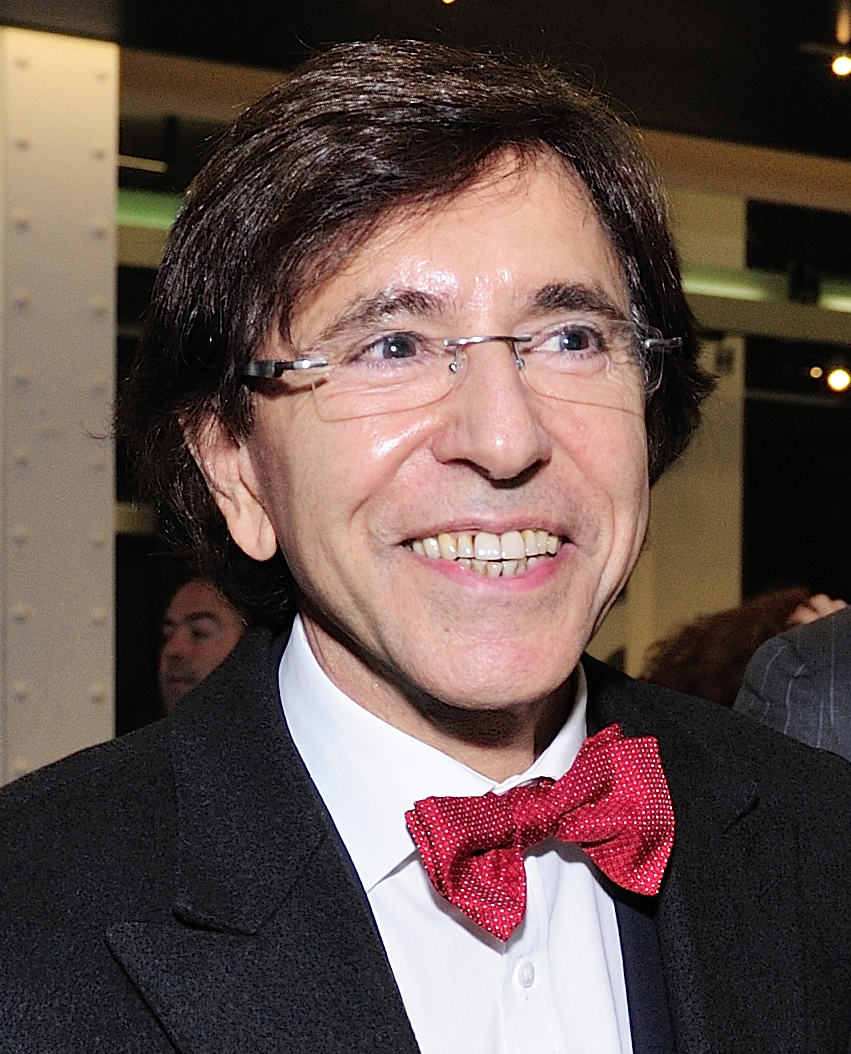
Informateur Elio Di Rupo

Door de overwinning van de liberale en socialistische partijen en de nederlaag van de groene partijen, werd er door de VLD verwacht dat Guy Verhofstadt meteen tot formateur benoemd zou worden. Toch werd PS-voorzitter Elio Di Rupo op 21 mei 2003 benoemd tot informateur. De PS had hiernaar gevraagd, omdat de krachtsverhoudingen tussen de liberalen en de socialisten gewijzigd waren. Di Rupo wou immers dat er evenveel socialisten als liberalen minister zouden worden in de nieuwe regering. Louis Michel (MR), uittredend minister van Buitenlandse Zaken vond dit ook een "redelijke eis" zodat er een perfect evenwicht zou bestaan.. Di Rupo hoopte binnen één week klaar te zijn.
Op 21 mei zag de informateur VLD-voorzitter Karel De Gucht. Volgens hem was het duidelijk de bedoeling om een paarse regering te vormen. Ook vond hij de informatieopdracht een nuttige gedachtewisseling over verschillende thema's en geen tijdverlies. De Gucht legde in zijn gesprek de nadruk op lastenverlagingen. Ook zag Di Rupo sp.a-voorzitter Steve Stevaert en spirit-voorzitster Els Van Weert. Zij lieten optekenen dat het kartel een voorstander is van een sociaal-economisch plan. Van Weert wou ook andere punten aanbrengen, zoals de overheveling van een aantal federale bevoegdheden naar de regio's. MR-voorzitter Daniel Ducarme werd ook nog ontvangen.
Op 22 mei ontving Di Rupo, na een lunch met Laurette Onkelinx (PS), CD&V-voorzitter Stefaan De Clerck. Hij vond dat de liberalen en de socialisten een "zeer grote verantwoordelijkheid hebben om een antwoord te formuleren op de grote uitdagingen als daar zijn de sociaal-economische toestand en de begroting." Ook vond hij dat de beloften van de paarse partijen moeilijk te realiseren zullen zijn. Hierna ontving de informateur nog cdH-voorzitster Joëlle Milquet, federaal secretaris Philippe Defeyt van Ecolo en gouverneur van de Nationale Bank Guy Quaden. Op de avond zag hij nog vertegenwoordigers van de sociale partners.
Op 26 mei ging de informateur naar de koning. Hier liet hij optekenen dat de vier paarse partijen en spirit bereid zijn om een regering te vormen. Op 28 mei ging de informateur opnieuw naar de koning, nadat hij de dag voordien zijn opdracht had afgerond. Hij stelde zijn rapport "Voor een creatief en solidair België" voor met daarin vijf prioriteiten: werkgelegenheid, bestaanszekerheid, justitie en veiligheid, de menselijke dimensie en "de andere mondialisering". Hij gaf hierover die dag zelf nog een persconferentie en herhaalde dat de vier partijen bereid zijn de onderhandelingen te starten. Hierdoor zat zijn informatieopdracht er op. 

### Formateur Guy Verhofstadt (28 mei - 12 juli)

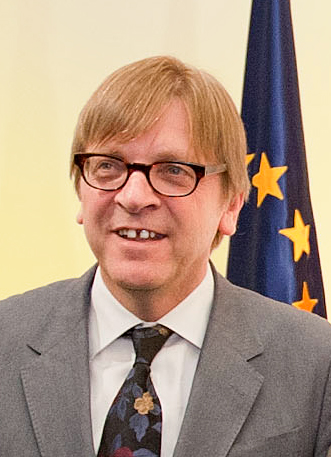
Formateur Guy Verhofstadt

Op 28 mei 2003 werd uittredend premier Guy Verhofstadt (VLD) belast met het vormen van een nieuwe regering. Hij wil zo snel mogelijk een regering vormen en een begrotingscontrole doorvoeren. Ook feliciteerde hij Di Rupo met zijn werk, want hij zal geen consultaties houden omdat de informateur die al immers heeft gedaan. Hij zal op 3 juni een ontwerp-akkoord voorleggen. In dit ontwerp-regeerakkoord stond dat er 200.000 nieuwe banen moeten bij komen en werd voorgelegd aan de paarse partijen. Het zal een basis tot onderhandelen worden. Op 10 juni zei Steve Stevaert dat hij tegen het voorstel rekeningrijden te veralgemenen. Ook werd duidelijk dat er nog geen knopen waren doorgehakt over de begrotingscontrole Op 18 juni was de eerste lezing van de formateursnota afgerond.
De volgende dagen werden een aantal knopen doorgehakt. Zo werd op 18 juni beslist dat de nieuwe regering een regeling gaat uitwerken die iedereen toestaat de internationale instellingen in Brussel te gebruiken. Op 22 juni werd beslist de genocidewet af te zwakken. Zo moeten de klagers of degenen waartegen een klacht wordt ingediend Belg zijn of al minstens drie jaar in België wonen. In de nacht van 25 op 26 juni werd een akkoord bereikt over justitie. De wet-Lejeune werd omgevormd, zodat recidieven pas na twee derden van hun straf zouden vrijkomen.
Op 29 juni verliet Di Rupo de onderhandelingstafel na een bilateraal contact met Verhofstadt. Hierop paste de formateur zijn nota aan. De PS vond deze versie beter en beschouwde deze nu als een basis om verder te onderhandelen. In de avond van 29 juni werd er een akkoord bereikt over het overheidsbudget Op 2 juli werd het hoofdstuk over ondernemen en het multiculturele afgerond Op 3 juli gebeurde dit met het hoofdstuk over sociale zekerheid
In het weekend van 5 en 6 juli kwamen de onderhandelaars opnieuw bijeen. Ze hoopten de onderhandelingen af te ronden. Er moesten nog een aantal communautaire knelpunten ontward worden. Op 6 juli was er nog geen regeerakkoord. Op maandag 7 juli zaten de onderhandelaars opnieuw samen. Op 8 juli stelden de formateur en de onderhandelaars hun regeerakkoord voor.
Op 12 juli legde regering-Verhofstadt II de eed af.